# Port lotniczy Galegu
Port lotniczy Galegu (IATA: DNX, ICAO: HSGG) – port lotniczy położony w miejscowości Dindar, w Sudanie.